# Thamnodynastes almae
Thamnodynastes almae là một loài rắn trong họ Rắn nước. Loài này được Franco & Ferreira mô tả khoa học đầu tiên năm 2003.